# Mother 3
Mother 3 (マザースリー Māzā Surī?) es un videojuego del género RPG para Game Boy Advance, desarrollado por HAL Laboratory y Brownie Brown, publicado por Nintendo y lanzado sólo en Japón. Es el tercer y último juego en la serie de videojuegos Mother. Fue lanzado en Japón el 20 de abril del 2006. El juego sigue a Lucas, un joven con habilidades psíquicas, y a un grupo de personajes que intentan evitar que un misterioso ejército invasor corrompa y destruya el mundo. 
El desarrollo del juego abarcó doce años y cuatro consolas, comenzando en 1994 para la Super Famicom y pasando después a la Nintendo 64 y el 64DD. Inicialmente se canceló en el año 2000, pero su desarrollo se reinició en 2003 para la Game Boy Advance.
Mother 3 es el único juego de la trilogía Mother en salir exclusivamente para Japón, puesto que presenta temas delicados, que hace que dicho juego no sea localizado en el resto del mundo.  
El 21 de febrero de 2024, se anunció que Mother 3 saldrá en Nintendo Switch Online, exclusivamente en Japón.

## Jugabilidad
Mother 3 comienza distinto de los otros dos juegos Mother. El juego se divide en ocho capítulos como Dragon Quest IV. Pero en vez de enfocarse a los niños, se centra primero en las crónicas de Lucas y su familia, y la historia cambia su perspectiva por cada capítulo. (Por ejemplo, en la primera parte del juego se juega como Flint, Duster y Salsa, pero en el resto del juego se controla a Lucas). Las Islas de Ningunlugar (Nowhere Islands, en inglés) también cambia dramáticamente por las actividades del Ejército de los Puercaretos, pasando de ser una simple comunidad rural con poca tecnología, a una infraestructura más moderna del siglo XXI parecida a las ciudades de los primeros dos juegos Mother (aunque en el juego predomina la temática de la naturaleza contra la tecnología). 
Tiene un sistema de ataque por "combos" según sea la música de la batalla, la música de la batalla lleva un ritmo, este ritmo se convierte a un combo cuando se oprime el botón de ataque según su ritmo, este combo o ritmo hace que entre más largo sea el ataque por combo (no mayor a 16) mayor daño se causará al enemigo, si el combo se interrumpe o pierde su ritmo, este mostrará el total del daño causado y cuántos golpes ocurrieron, cada personaje tiene su propio instrumento con un sonido diferente por cada golpe (en el caso de Lucas, es sonido keytar), no hay dos personajes que tengan un mismo sonido al atacar, este sonido altera la música, pero el ritmo es el mismo, lo cual hace más difícil que se ejecute un combo completo.
Al igual que en el primer Mother, (conocido en América como Earthbound Beginnings), en este se puede correr para ir más rápido sin usar un auto o una bicicleta. Esta opción no fue incluida en EarthBound (llamado en Japón Mother 2). Si un compañero está inconsciente o desplomado (o en estado de adquirir un nuevo PSI) el resto del equipo no podrá correr.

## Personajes
- Lucas

Lucas es el protagonista de Mother 3. Él es un chico tímido con poderes psíquicos (PSI) ocultos. Lucas es el hijo de Flint y Hinawa, y el hermano gemelo de Claus. Vive en el pueblo de Tazmily con su familia y su perro Boney. Sus poderes PSI son descubiertos por Ionia, una de las 7 Magitanas. Debido a que Lucas sabe utilizar PK Love, es capaz de levantar las siete agujas y despertar al dragón que duerme bajo las Islas Ningúnlugar.
Lucas tiene cabello rubio, ojos azules y viste una camiseta amarillas con franjas rojas, pantalones cortos de mezclilla azules, calcetines blancos y zapatos tenis rojos que tienen un parecido con los de marca Converse. Al principio del juego tiene entre 8 y 10 años de edad y al finalizar el juego tiene entre 10 y 12.
Su nombre se pronuncia "Riuca" en japonés y viene de la novela francesa "El Gran Cuaderno" (De la trilogía "Claus y Lucas" en España) de Agota Kristof aunque en el libro la pronunciación es igual a la escrita. Su comida favorita por defecto son los Omelets.
Lucas cura más HP (Health Points o Puntos de vida) que otros personajes del grupo. Lucas aparece en Super Smash Bros. Brawl, Super Smash Bros. para Nintendo 3DS y Wii U como contenido descargable (DLC) y Super Smash Bros. Ultimate como personaje seleccionable en los juegos mencionados, y su voz es doblada por Lani Minella en la versión Japonesa y la Americana.
- Kumatora

Kumatora es la princesa del Castillo Osohe. Es rescatada por Duster y Wess en el Castillo Osohe de una trampa durante la invasión de los Puercareta, y se une a ellos en la búsqueda del Huevo del Colibrí (un artefacto que tiene un papel importante más tarde en el juego). Se une a Lucas en el Capítulo 4 y permanece en su grupo hasta el final del juego.
Ella tiene el cabello de un tono rojizo al igual que las Magipsi, posee poderes PSI, y no actúa como una chica, porque fue adoptada por las Magipsi cuando era una niña, y no se revela que le sucedió a sus padres sino hasta el Capítulo 8.
Kumatora aprende el ataque PK Starstorm al final de capítulo 7.
En el capítulo 4 ("Club Tiuboo") se disfraza de mesera y toma el nombre de Violet.
- Duster

Duster es un ladrón, muy hábil a la hora de escalar muros o montañas con la ayuda de "Las Grapas de Pared" objetos que lleva siempre consigo. Las grapas de pared también pueden ser usadas para inmovilizar temporalmente a un enemigo durante una batalla. El aparece por primera vez en el Capítulo 1 y se vuelve el líder del grupo en el Capítulo 2. Se una a Lucas al final del capítulo 4 y es separado del grupo al final del Capítulo 5, pero vuelve durante el Capítulo 7. 
Cuando Duster camina cojea de una pierna. Wess (su padre) se culpa a sí mismo por paralizar la pierna izquierda de Duster en un accidente. A pesar de esto no tiene problemas para correr ni subir escaleras, además utiliza sus pies para atacar, así que su pierna no está completamente inmóvil.
- Boney

Boney es el perro de la familia. Él ayuda a Flint en el Capítulo 1, pero cuando Lucas crece se vuelve parte permanente del grupo. A Boney solo se le pueden equipar collares y sombreros y no puede utilizar PSI. Aunque al final del juego se puede encontrar la única arma que Boney puede utilizar :"La vara Canina".
En una batalla Boney ataca primero usualmente.
- Salsa

Salsa es un mono que está buscando a su novia. Es capturado y obligado a trabajar para Fassad, que lo castiga frecuentemente con choques eléctricos gracias a un collar eléctrico a control remoto que le puso al mono. Él es resacatado de Fassad por Kumatora y Wess. Luego se va en busca de su novia que esta cautiva en "El laboratorio de Quimeras".
- Flint

Flint es el líder del grupo en el Capítulo 1. Vive en el pueblo Tazmily con su perro Boney, sus dos hijos, Lucas y Claus, y su esposa Hinawa. Flint aparece en varios Capítulos pero solo es controlable en el 1.
Buscando en la memoria interna del juego se descubrió que a Flint se le podían equipar algunas de las armas que Lucas utiliza durante el juego. Esto podría significar que Flint fue originalmente planeado para aparecer con el grupo. Esto es respaldado por una escena del capítulo 5 en la que apareció Flint en un comercial del proyecto cancelado EarthBound 64. También fue hallada una sprite de Flint colgando de algo como lo hacen Lucas, Kumatora y Boney en el capítulo 4 y otra donde esquiva un tren como Lucas y Boney también en el capítulo 4.
También se halló que la pañoleta que Flint utiliza puede ser equipada en Duster y también puede ser vendida.
- Claus

Claus es el hermano gemelo de Lucas, e hijo de Flint y Hinawa. Claus es enérgico y mucho más valiente que Lucas. Es idéntico a Lucas a excepción de su cabello que es naranja, sus ojos, que son verdes y su vestimenta que es una camiseta azul con franjas amarillas, pantalones cortos marrones y zapatos tenis azules. Él aparece por primera vez en el prólogo. Aunque pelea en una sola batalla es técnicamente un personaje controlable. Él desaparece después del Capítulo 1, en busca de venganza porque un Drago asesinó a su madre.
Datos curiosos: Claus se pronuncia "clos". Los colores de cabello y ropa de Claus aparecen como un traje alternativo para Lucas en Super Smash Bros. Brawl. También aparece como una calcomanía.
- Hinawa(ヒナワ) es un personaje de ficción del videojuego de 2006 Mother 3. Ella es la madre de Claus y Lucas, dos chicos de la Villa Tazmily. En muchos casos, Hinawa es el único personaje en que está implicado en una trama mucho más profunda que los otros 2 MOTHER. Durante los eventos de Mother 3, Hinawa es fatalmente herida por un Mecha-Drago, se experimentó un Drago por el ejército de puercaretos, y sucumbe a sus heridas poco después. Esto también conduce a la angustia de Flint, lo que anclan Abbot, Ollie, Tessie, y también Bronson. Posteriormente, hace una aparición en el sexto capítulo del juego como un fantasma.

Hinawa tiene una expresión más clara que las madres de los protagonistas de MOTHER y EarthBound (en algún momento su expresión facial se nota más cuando sonríe o se tapa la boca de vergüenza o de algo gracioso).
El nombre de Hinawa significa "mecha" o literalmente: "cuerda de fuego" (火縄銃, Hinawajū).
El girasol es una flor nativa de América llevada a Japón por hispanos, por eso su nombre en japonés es una rara calca del nombre en castellano escrito con 2 kanjis en katakana: ヒマワリ (Himawari?) (donde 「日」 hi significa "sol" y 「廻り」 mawari es "giro"). De ahí proviene también el nombre de Hinawa, que en contraste con el japonés de girasol, solo se le agrega el kana ナ y se quitan los kanas マ y リ.

## Historia
Prólogo
Claus, hermano de Lucas, le grita a Lucas para que despierte y juegue con él, entonces, Lucas se despierta y trata de salir a jugar pero su madre Hinawa no lo deja salir en pijamas, saliendo, su abuelo Alec lo acompaña a ir con Claus.
Claus está jugando con los dinosaurios, corre y los tumba, éstos se vuelven a levantar, les gusta que los golpeen. Le enseña a correr y a tumbar dinosaurios. De repente, un Grillotopo se aproxima y se cree superior a Claus y Lucas y se enfrenta a ellos.
Tras la pelea, el Grillotopo se retira, Hinawa llega y le dice a Claus y Lucas que ya está lista la comida, luego Alec dice cómo se puede guardar en el juego y se va.
En casa, Hinawa sale y le escribe una carta a Flint, su esposo, que regresarán esa noche y la carta es enviada por una paloma, después, Hinawa regresa a la casa, pero el Ejército de los Puercareta llega con su tema principal en su nave, ésta se dirige a la ciudad al sur de la isla Ningunlugar.

Capítulo 1: Una noche de Funeral
Flint, padre de Lucas recibe noticias de que el bosque al Norte de la ciudad se encuentra en llamas, y Flint debe ir a ver que es lo que pasa, pasa por la villa y llega a un bosque, tras pasar ese bosque, a mitad del camino, los Puercareta liberan a tres insectos, este, al darse cuenta de que ha sido sorprendido, sale corriendo por un camino en llamas, el cual por el momento es inaccesible.
Más adelante, un amigo de Flint ha sido atacado, los tres insectos liberados por los Puercareta atacan a Flint, después una casa está en llamas, al entrar, todo el interior de la casa estará en llamas, alguien está atrapado ahí, pero al subir las escaleras, un ratón fantasma ataca a Flint. Arriba, debes rescatar al niño que está atrapado dentro, es el hijo de tu otro compañero.
Tras rescatarlo, la casa caerá en pedazos, debes regresar a la ciudad, pero tu amigo se encontrará muy grave, pero vivo.
Regresando a la casa de Flint, recibirá la carta de su esposa Hinawa. Después de eso, en medio del bosque y acompañado de Boney, Flint se da cuenta de que sus hijos no están ni en su casa ni en casa de Alec (padre de Hinawa) y va en busca de Hinawa, Claus y Lucas.
Después de hallar a los gemelos el retoma su búsqueda por Hinawa y se da cuenta de que en un monte cercano se hallaba colgado un trozo del vestido de Hinawa, después de eso, Wess (amigo de Flint) dice que será imposible escalar el cerro, que llamara a su hijo: Duster, que él es un buen trepador de paredes, entonces Flint manda a Boney a la casa de Duster por él. Cuando Duster llega, clava unas rejillas para hacerlas escaleras y subir por arriba del monte. Nunca se halló el cadáver de Hinawa, pero al día siguiente Flint vuelve al monte en custodia y pelea con un Drago, lo que no sabía es que Claus estaba atrás del cerro medio-muerto porque el mismo Drago lo deja inconsciente...

## Desarrollo
El desarrollo del juego inició a partir de 1994, originalmente para la Super Famicom con Shigeru Miyamoto y Satoru Iwata como productores. El equipo de desarrollo estuvo compuesto en su mayoría por miembros que habían participado en la creación y el desarrollo del anterior juego, EarthBound. Insipirados en el juego Super Mario 64, el equipo trasladó el desarrollo del juego, desde la Super Famicom a la Nintendo 64, bajo la creencia que también podían progresar creativamente creado un mundo tridimensional sin restricciones técnicas. Sin embargo, sus primeras especificaciones sobrepasaban las capacidades y los límites de memoria de la Nintendo 64; a mitad del desarrollo, el equipo redujo su gran alcance y cambió de plataforma a la 64DD, un periférico de expansión que más tarde sólo se puso a la venta en Japón en 1999. Se esperaba que Mother 3 fuera uno de los títulos de lanzamiento del 64DD, no obstante, el desarrollo del juego volvió a enfocarse para la Nintendo 64, debido al fracaso comercial de la 64DD.
Nintendo presentó al público una demo jugable del juego en el Nintendo Space World de 1999. La demo recibió críticas favorables y los lectores de la Famitsu clasificaron el juego como uno de los diez más esperados a finales de 1999. A pesar de las expectativas, Nintendo no mostró el juego en la Electronic Entertainment Expo del año 2000, mientras que IGN planteó que el juego podría ser mostrado al público en el Nintendo Space World de ese año. 
El 20 de agosto del 2000, Shigesato Itoi anunció que el juego fue cancelado. Iwata y Miyamoto aclararon en una entrevista que los recursos se habían trasladado al desarrollo de la Gamecube, la próxima consola de Nintendo. Itoi declaró que se habrían necesitado dos años más para terminar el juego, que estaba completado en un 30% en el momento de que el juego fuera cancelado. Iwata declaró en retrospectiva que el enfoque en los gráficos tridimensionales hizo que el proyecto fuera demasiado complejo. Miyamoto también declaró que la franquicia no había sido abandonada y que seguía interesado en llevar el juego a buen puerto.
Tres años después, en 2003, en un anuncio japonés del juego recopilatorio Mother 1+2, Nintendo anunció que había reiniciado el desarrollo de Mother 3, esta vez para la consola portátil Game Boy Advance. El juego finalmente salió a la venta el 20 de abril de 2006 para Japón. No se lanzó a América del Norte, ni a Europa, siendo el único juego de la saga en no salir de tierras niponas. Según el editor de Game Informer, Imran Khan, Nintendo planeó una localización del juego en inglés, pero supuestamente la canceló por temor a posibles controversias.
A pesar de ello, el juego empezó a ser traducido por fanáticos de la saga en noviembre del 2006. El equipo de traducción estuvo dirigido por Clyde Mandelin, un traductor profesional de juegos cuyo trabajo anterior incluye juegos como Kingdom Hearts II y animes como Dragon Ball. El desarrollo duró dos años y fue lanzado en octubre del 2008. Durante el desarrollo, el equipo informó de que "los niveles más altos" de Nintendo en Estados Unidos conocían su proyecto, sin embargo, estos no intervinieron.